# Операция „Уран“
Вижте пояснителната страница за други значения на Уран.
Операция „Уран“ е офанзивна операция на съветските войски по време на Втората световна война. Състои се от 19 ноември до 8 декември 1942 г. като част от битката за Сталинград.

## Военната обстановка преди операцията
В края на юни и началото юли 1942 г. частите на група армии „Юг“ (в състав 1-ва, 6-а и 17-а немски полеви армии, а също и 1-ва и 4-та танкови армии, при поддръжката на 4-ти въздушен флот, състоящ се от 4-ти и 8-и авиакорпуси) пробиват съветския фронт. Създава се заплаха за Сталинград и Северен Кавказ. Сталинград се явява важен стратегически пункт и крупен промишлен район. Освен това, и за германците, и за съветските граждани, Сталинград има символично значение.
През август 1942 г., немските войски форсират Дон. 62-ра армия на генерал Василий Чуйков, 64-та армия на генерал Михаил Шумилов, дивизиите на генералите Родимцев и Гуртев упорито защитават Сталинград. Немското командване е принудено да върне от кавказското направление 4-та танкова армия и да я прехвърли към града на Волга. На 23 август 1942 г. група армии „Юг“ предприема ново настъпление с цел овладяването на Сталинград – с едновременни удари на 6-а и 4-та армии, по сходящи направления. Още същия ден немски части излизат на Волга, а на 13 септември започват директния щурм на града. Въпреки известно забавяне на немското настъпление заради сериозната съпротива на съветските войски, то продължава до началото на операция „Уран“ – последните атаки на 6-а немска армия са в периода 11 – 18 ноември 1942 г.
В района на Сталинград са струпани двадесет и една германски дивизии от 6-а армия и 4-та танкова армия. Трите танкови дивизии (14-а, 16-а и 24-та), които защитават техните флангове, са отслабени от продължителните боеве. В резерв се намира 48-и танков корпус, съставен от 22-ра танкова дивизия и румънската 1-ва бронетанкова дивизия, екипирана с чешки танкове. Германското командване е наясно, че съсредоточаването на големи сили срещу Сталинград оголва фланговете им от северозапад и юг. Командирът на 6-а немска армия генерал Фридрих Паулус изразява загриженост за това по време на съвещание с Хитлер в щаба му във Виница на 12 септември. Големи участъци на фронта по река Дон и южно от Сталинград са охранявани от съюзнически формации от Италия, Румъния и Унгария с ниска боеспособност. Макар и в течение на рисковете, върховното командване на Вермахта не може да отдели подкрепления, освен ако не изтегли група армии „А“ от Кавказ.

## Съотношение на силите
Преди началото на операцията (19 ноември 1942 г.) съотношението в жива сила, танкове, авиация и спомогателни сили в района на военните действия между Волга и Дон е следното, според различни източници и изследвания:
- История Второй мировой войны 1939 – 1945, том 6:

 – Съветската страна (Югозападен, Донски и Сталинградски фронт) разполага с 1 106 000 войници, 15 501 оръдия и миномети, 1 463 танка.
 – От страна на Германия и нейните съюзници срещу тези сили стоят 1 011 000 войници, 10 290 оръдия и миномети и 675 танка.
- Сталинградская битва. Хроника, факты, люди (кн. 2):

 – СССР разполага с 1 милион войници (от тях близо 607 000 вземат пряко участие в бойните действия), 14 218 оръдия и миномети, 894 танка и самоходни оръдия и 1 115 бойни самолети.
 – Бойният състав на германските и съюзническите войски е близо 658 000 души. Данните по останалите показатели съвпадат с тези от История Второй мировой войны.
- Germany and the Second World War (By Germany Militärgeschichtliches Forschungsamt):

 – Германската 6-а армия има около 190 000 бойци, в т. ч. около 50 000 „доброволни помагачи“ (на немски: Hilfswilligen), и 148 танка срещу съветските Сталинградски и Донски фронт. Срещу Сталинградския фронт южно от града 4-та танкова армия има 42 000 войници и 104 танка, като не се броят румънските VI и VII корпус, обособени на 20 ноември в отделна формация – 4-та румънска армия.
- Axworthy, Serbanescu, The Romanian Army of World War 2:

 – Двете румънски армии (3-та и 4-та), които охраняват съответно северозападния и южния фланг на двете германски армии, наброяват в началото на операция „Уран“ около 228 000 бойци.

## План на операцията
Плановете за съветската офанзива с кодово название „Уран“ се оформят през септември 1942 г. при консултации в Москва между върховния гланокомандващ Сталин, заместника му генерал Георгий Жуков и началника на генералния щаб генерал Александър Василевски. Жуков и Василевски отбелязват, че германските сили са пръснати на прекалено широк фронт и са недостатъчни за постигане на целите си. Двамата предлагат офанзива, чиято цел е обграждането на германската 6-а армия. Операцията трябва да бъде добре планирана и изпълнена на достатъчно разстояние от Сталинград, за да не могат германските танкови части в близките околности на града да блокират навреме съветската атака. Докато траят приготовленията, 62-ра армия служи като примамка, задържаща вниманието на 6-а армия.
За постигане на изненада при подготовката за „Уран“ се спазва строга секретност. С директива на Ставката на Върховното командване, в края на октомври 1942 г. е създаден Югозападния фронт начело с генерал Николай Ватутин. В състава на фронта влизат 5-а танкова, 21-ва и 1-ва гвардейска армия, разположени на река Дон в участъка между Верхний Мамон и Клетская. Армиите са подсилени с кавалерийски, стрелкови и танкови части, а също и с артилерия от Резерва на Главното командване (РГК), за провеждане на настъпателни действия във взаимодействие с армиите на Донския и Сталинградския фронтове, които също са подсилени. Непосредствените задачи на Югозападния фронт включват разгром на 3-та румънска армия, излизане в тила на немската групировка край Сталинград и обкръжението ѝ с цел последващо унищожение. Задачата на Донския фронт (24-та, 65-а и 66-а армия) под командването на генерал Константин Рокосовски е пробив с цел изолиране на 8-и и 11-и немски пехотни корпуси от състава на 6-а армия на десния бряг на Дон, разчленяване на самата 6-а армия и създаване по такъв начин на предпоставки за бързото ѝ унищожаване. Сталинградският фронт (51-ва, 57-а и 64-та армия), начело с генерал Андрей Ерьоменко, трябва да извърши пробив в района на езерата южно от Сталинград, да излезе в тила на 6-а армия и да я отреже от юг и запад. Следващата задача на всички фронтове е унищожаването със съвместни усилия на разчленената на две части 6-а армия. Всичко това трябва да бъде постигнато в срок от 7 до 10 дни.

## Ход на операцията
В 730 часа̀ сутринта на 19 ноември 1942 г. при гъста мъгла и сняг, които правят невъзможни въздушната поддръжка, започва операция „Уран“. Повече от час артилерията на Югозападния фронт обстрелва предните позиции на 3-та румънска армия, командвана от генерал Петре Думитреску. Към 850 ч. се вдигат в атака пехотните и танковите съединения. Големият брой огневи позиции, оцелели след съветския артилерийски обстрел, силно затрудняват придвижването на съветските войски. Към обяд те са напреднали само с 2 – 3 километра. Командирът на 5-а танкова армия – генерал-лейтенант Романенко, рискува със заповед към 1-ви и 26-и танкови корпуси да влязат в бой. Към 1600 ч. отбраната между реките Цуцкан и Царица е пробита от 5-а танкова армия. Към този момент настъпващите войски вече са навлезли в дълбочина до 16 км. Танковете на Югозападния фронт разгромяват германско-румънските резерви и се придвижват на изток към Калач, където по план трябва да се срещнат с войските на Сталинградския фронт.
В 1000 ч. на 20 ноември 1942 г. в участъка на Сталинградския фронт започва артилерийска подготовка, след която три съветски армии преминават в настъпление срещу отбранителните позиции на 6-и румънски корпус на линията Красноармейск – Тундутово – езерата Сарпа, Цаца и Барманцак. Към втората половина на деня, румънската отбрана е пробита на няколко места и в боя са въведени съветски моторизирани съединения, които отрязват пътя за отстъпление на противника. Рано на 21 ноември 4-ти механизиран корпус овладява станцията Тингута, прерязвайки железопътните връзки с 6-а и 4-та немски армии. 4-ти кавалерийски корпус окончателно отрязва пътя за отстъпление, извършвайки 65-километров марш на югозапад до село Абганерово.
През нощта на 21 срещу 22 ноември авангардът на 26-и танков корпус от Югозападния фронт овладява моста на Дон край Калач. До вечерта е овладяно и предмостие на реката и корпусът продължава придвижването си. Към 1600 ч. на 23 ноември войските на Югозападния (4-ти танков корпус на генерал А. Кравченко) и на Сталинградския фронт (4-ти механизиран корпус на генерал В. Волски) се съединяват в района на Калач – стопанството Съветски. Така е сключен обръч около цялата 6-а германска армия и части от 4-та танкова армия (общо повече от 250 хил. немски и румънски войници). През нощта на 23 срещу 24 ноември край Распопинская на средното течение на Дон в съветски плен се предават близо 30 000 румънски войници, попаднали в обкръжение четири дни по-рано при пробива на Югозападния фронт (5-а танкова и 21-ва общовойскова армия) в отбраната на 3-та румънска армия.
Ударът на 24-та съветска армия от Донския фронт от Качалинская по левия бряг на Дон е безуспешен. В резултат на това два немски корпуса успяват да се оттеглят към Сталинград, където са главните сили на Паулус. В последната седмица на ноември и през първата на декември съветските войски полагат големи усилия, но не успяват да сломят съпротивата на обкръжената 6-а армия.
Струпването на немски войски за деблокиращ удар от югозапад в началото на декември принуждава Ставката да прехвърли войски от Сталинград на запад и югозапад, в резултат на което съветската офанзива затихва.

## Равносметка
В резултат на успешното съветско настъпление се образуват вътрешен (около 6-а немска армия) и външен фронт на обкръжението, последният отстоящ на над 100 километра от Сталинград. Макар че крайната цел – ликвидирането на 6-а армия, не е постигната, войските на Паулус се оказват блокирани с крайно ограничени запаси от гориво и продоволствие. Това развитие създава благоприятни предпоставки за окончателния им разгром през януари-февруари 1943 г.